# Rederi AB Slite

"Myrstenspiren" i Simpnäs

Tidigare terminalbyggnad för Rederi AB Slite i Simpnäs

Rederi AB Slite var ett svenskt rederi som drev passagerar- och godstrafik i Östersjön. Bolaget grundades 1947 och var ett av de tre rederierna bakom Viking Line. År 1993 gick bolaget i konkurs.

## Historia
Rederi AB Slite grundades 1947 och var verksamt inom både passagerar- och godstransporter. Bolaget bidrog tillsammans med andra rederier till etableringen av marknadsföringssamarbetet Viking Line. Efter flera år av konkurrens och samarbeten drabbades Slite av ekonomiska problem och gick i konkurs 1993.

## Fartyg i urval
Nedan listas ett urval av de fartyg som var i trafik för Slite:
| Fartyg      | Byggår | I trafik för Slite | Övrigt                             |
| ----------- | ------ | ------------------ | ---------------------------------- |
| M/S Apollo  | 1970   | 1970–1976          | Senare i trafik för andra rederier |
| M/S Olympia | 1986   | 1986–1993          | Såld efter konkursen               |

## Historik
Rederi AB Slite grundades 1947 av Carl Bertil Myrsten och hans syskon Inga Gattberg, Sven Myrsten och Lars Myrsten. Den Myrstenska familjen, från Slite på Gotland, hade varit i sjöfartsbranschen sedan 1867. I mitten av 1950-talet levererades två nybyggda mindre lastfartyg, M/S Slite och M/S Boge. Dessa fartyg sattes från 1959 i trafik mellan Simpnäs i Roslagen och Mariehamn på Åland. Under 1964 byggdes färjan M/S Apollo. År 1966 gick Rederi AB Slite samman med två av sina konkurrenter och bildade marknadsföringsbolaget Viking Line. Fartygen i det nya bolaget fick gemensamt utseende, där M/S Apollos röda färg kom att bli ett kännetecken för alla fartyg inom bolaget.
År 1970 levererades Slites andra M/S Apollo från Jos. L. Meyer GmbH i Tyskland. Hennes systerfartyg M/S Diana trädde i tjänst två år senare. Något senare startade Slite 24-timmars kryssningar mellan Stockholm och Mariehamn med S/S Svea Jarl, inköpt 1976 från Silja Line och döpt till Apollo III. För att finansiera köpet såldes Apollo II. År 1979 ersattes M/S Diana med ett nybyggt fartyg med samma namn M/S Diana II. 1986 levererades M/S Olympia, då världens största passagerarfartyg, för rutten mellan Stockholm och Helsingfors. Slites M/S Athena ersatte Apollo III 1989 och 1990 var det dags för Athenas systerfartyg, M/S Kalypso. 
M/S Europa beställdes 1989 med avsikt att 1993 ersätta M/S Olympia. Fartyget blev dock 300 miljoner kronor dyrare, till följd av att flytande kronkurs infördes 1992, vilket innebar att Slite inte kunde fullfölja bygget. Rederiet hamnade i akut likviditetskris och ansökte om extralån från Nordbanken (nuvarande Nordea). Då ansökan avslogs gick rederiet i konkurs i april 1993. Extralånet bedöms av ekonomer med största säkerhet ha räddat företaget. Vid tidpunkten för konkursen var Jacob Palmstierna VD för Nordbanken, och eftersom han även hade en post i styrelsen för Silja Line, som var Viking Lines konkurrent, har det spekulerats om detta var anledningen till att Slite inte fick lånet: att Silja Line såg en möjlighet att försvaga sin svåraste konkurrent. Många tror fortfarande att så var fallet, men det har inte kunnat bevisas.
M/S Europa togs över av Silja och levererades 1993 under namnet Silja Europa. M/S Athena seglar sedan november 2024 för Rederi AB Gotland som Nordic Pearl på linjen Oslo–Köpenhamn, M/S Kalypso som Star Pisces för det malaysiska rederiet Star Cruises, M/S Olympia som Princess Anastacia för St Peter Line på linjen Stockholm–Sankt Petersburg och M/S Diana II som logementsfartyget ARV-1 för Equinoxe Offshore i Singapore.